# Пертешти (Валча)
Пертешти (рум. Pertești) насеље је у Румунији у округу Валча у општини Рошииле. Oпштина се налази на надморској висини од 312 m.

## Становништво
Према подацима из 2002. године у насељу је живело 135 становника, од којих су сви румунске националности.